# Laure Manaudou
Laure Manaudou (Villeurbanne, 1986. október 9. –) olimpiai, világ- és Európa-bajnok francia úszó. A 2000-es évek közepén több különböző gyorsúszó számban tartott világrekordot.
Francia apától és holland anyától született, bátyja, Florent Manaudou szintén olimpiai bajnok úszó.